# Leioproctus fulvescens
Leioproctus fulvescens là một loài Hymenoptera trong họ Colletidae. Loài này được Smith mô tả khoa học năm 1876.